# Joan B. Isart López
Joan B. Isart López   (Barcelona, 1938 - 2015) va ser president de l’Associació de Veïns del Barri de Sant Antoni, de 1979 fins al 1995, i va rebre la Medalla d'Honor de Barcelona en 2005.
Orfe des dels 4 anys, fou criat a Esparreguera. Allà es va formar com a torner mecànic i hi va treballar fins al 1959, quan va establir-se de nou a Barcelona. A la capital catalana va titular-se com a enginyer tècnic industrial. A més de la seva tasca a l'AA.VV. de Sant Antoni, va formar part de la junta de la Federació d'Associacions de Veïns i Veïnes de Barcelona, així com de la Confederació d’Associacions Veïnals de Catalunya.
A finals dels 80, Isart va acollir a casa seva Pascual Maragall, aleshores alcalde de Barcelona, quan aquest va decidir conviure amb famílies de diferents barris després de guanyar les eleccions del 1987.